# Loge Orde en Vlijt
Loge Orde en Vlijt is een vrijmetselaarsloge in Gorinchem opgericht in 1812, een van de oudste verenigingen in de stad. De loge valt onder het Grootoosten der Nederlanden.

## Geschiedenis
De aanvraag van een (Nederlandse) constitutiebrief geschiedde op 5 oktober 1811 door A.H. Goudriaan, P.L. Begram, B. van Eten, Gerrit Sebel, F. de Veer, A.Y. Bowier, E. Mekern, J.A. Nisse en Blom. Deze stichters waren van de gegoede burgerij, of militairen vanuit in of rondom de stad gelegerde eenheden. Een constitutiebrief werd weliswaar verleend in 1812 doch de loge werd pas geïnstalleerd, na de Franse overheersing, op 21 oktober 1815. Deze installatie geschiedde onder leiding van de Gedeputeerd Grootmeester M.W. Reepmaker.

## Maatschappelijke bijdrage
In de 19de eeuw werd door Loge ‘Orde en Vlijt’ veel tijd en geld aan humanitaire activiteiten besteed. In die tijd gebeurde dit door vrijwel alle loges in den lande. In de eerste helft van de vorige eeuw veranderde dit, mede doordat de sociale structuur van de maatschappij veranderde. Nog steeds zetten leden van de loge zich in voor diverse goede doelen, zij het echter op persoonlijke titel.

## Logegebouw

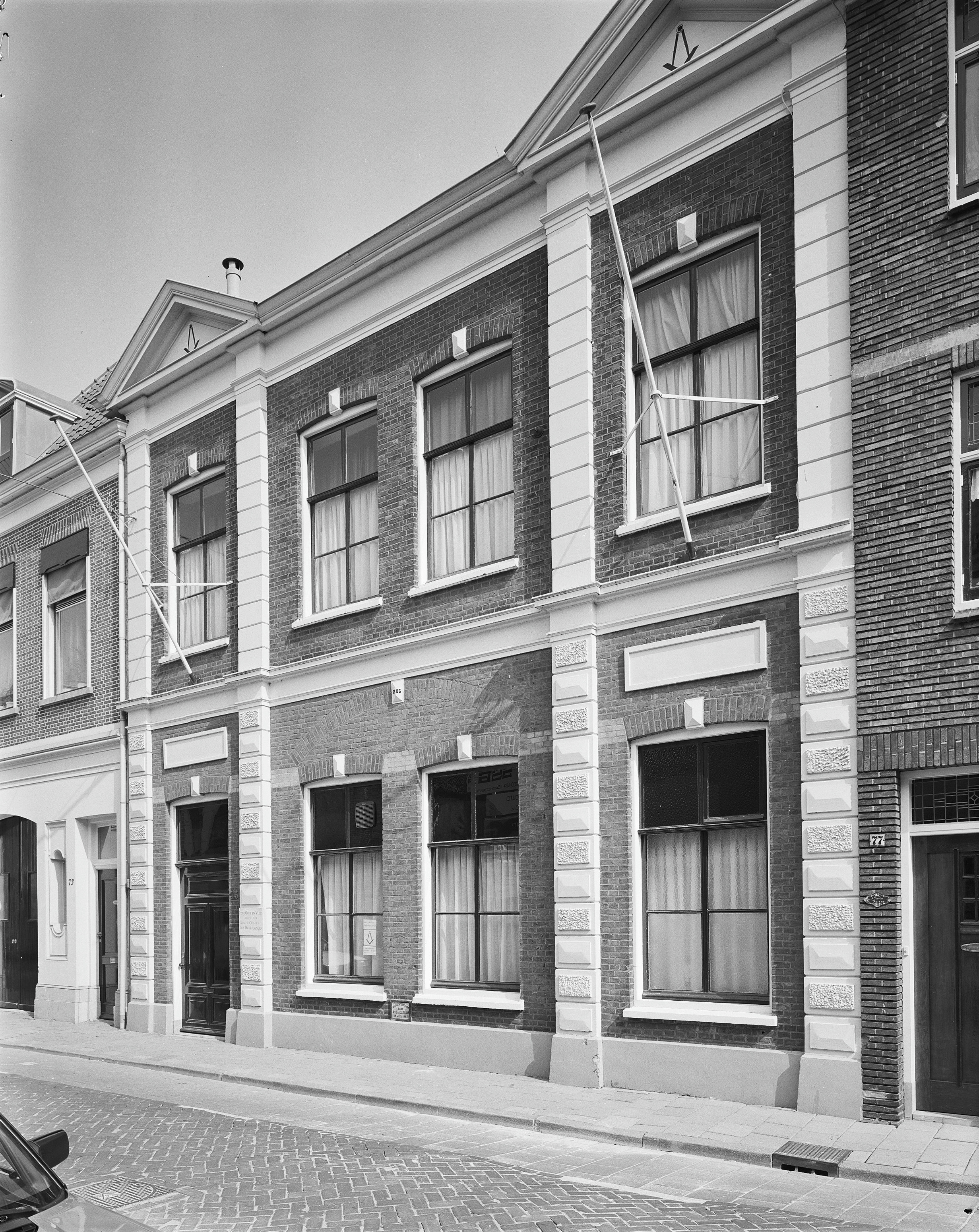
Voorgevel van het logegebouw aan de Molenstraat

Aanvankelijk kwam men in diverse lokalen bijeen. In 1851 werd het huidige logegebouw in de Molenstraat aangeschaft. In 1885 werd het pand ingrijpend verbouwd en is het huidige exterieur ontstaan.
In 1940 werd het gebouw op last van de Duitse bezetter voor logeactiviteiten gesloten en grondig geplunderd. Na de oorlog is het gebouw enige jaren door de Christelijke HBS gebruikt. In 1953 kreeg de loge het gebouw weer tot haar beschikking. De interieur is na de oorlog grondig verbouwd.

## Voorzittend Meesters
In onderstaande lijst een overzicht van de Voorzittend Meesters van Loge Orde en Vlijt gedurende de eerste 150 jaar van haar bestaan.
| Van  | Tot  | Voorzittend Meester           |
| ---- | ---- | ----------------------------- |
| 1814 | 1821 | mr. P.L. Begram van Jaarsveld |
| 1822 | 1824 | mr. E.J. Mecima               |
| 1824 | 1828 | Fr. de Veer                   |
| 1828 | 1831 | A.J. Phijffer Nisse           |
| 1831 | 1832 | mr. P.L. Begram van Jaarsveld |
| 1832 | 1838 | dr. G. Sebel                  |
| 1838 | 1843 | mr. R. de Blij                |
| 1843 | 1848 | mr. I.C.M. van den Honert     |
| 1848 | 1851 | D.M. Vellinga                 |
| 1851 | 1854 | A.W. Mosselmans               |
| 1854 | 1860 | W.A. Viruly Verbrugge         |
| 1860 | 1866 | H. Homeer                     |
| 1866 | 1869 | H.W. Muntendam                |
| 1869 | 1874 | mr. I.C.M. van den Honert     |
| 1874 | 1878 | jhr. F.G.E. Merkes van Gendt  |
| 1878 | 1892 | jhr. mr. E. de Gijselaar      |
| 1892 | 1895 | J.L.E.J. Lührs                |
| 1895 | 1900 | K.H.J.J. Hirschman            |
| 1895 | 1895 | M. Onnen                      |
| 1900 | 1901 | L. Nijhoff                    |
| 1901 | 1940 | dr. S. Biegel                 |
| 1947 | 1949 | K.J. Kantebeen                |
| 1949 | 1959 | mr. J.K. Eblé                 |
| 1959 | 1960 | A.M.A. van Langeraad          |
| 1960 | 1963 | G. Dijkstra                   |
| 1963 | 1971 | N.W. Pel                      |
| 1971 | 1973 | dr. C. de Groot               |
| 1973 | 1976 | A. Krakeel                    |

Vrijmetselarij · Beginselen · Geschiedenis · Symbolen · Vrijmetselaarsloge · Ordegrondwet · Obediëntie · Regulariteit en irregulariteit · Ritus · Graden · Grootmeester · Gemengde vrijmetselarij · Para-vrijmetselarij · Antivrijmetselarij · Vrijmetselarij in Nederland · Vrijmetselarij in België · Internationale vrijmetselarij
>>> Meer info op Portaal:Vrijmetselarij <<<